# Пустынь (Тверская область)
Пустынь — деревня в Вышневолоцком городском округе Тверской области.

## География
Находится в центральной части Тверской области на расстоянии приблизительно 35 км по прямой на восток от города Вышний Волочёк.

## История
Была отмечена как Пустыня ещё на карте 1825 года. До 2019 года входила в состав ныне упразднённого Овсищенского сельского поселения Вышневолоцкого муниципального района.

## Население
Численность населения составляла 35 человек (русские 100 %) в 2002 году, 22 в 2010.